# ارنست رایترمایر
ارنست رایترمایر (انگلیسی: Ernst Reitermaier; ۲۶ دسامبر ۱۹۱۸ – ۴ مهٔ ۱۹۹۳) بازیکن فوتبال اهل آلمان بود.
وی همچنین در تیم ملی فوتبال آلمان بازی کرده‌است.